# Boca-de-sapo-australiano
O boca-de-sapo-australiano (Podargus strigoides) é uma espécie de boca-de-sapo nativa do continente australiano e da Tasmânia, sendo encontrada em praticamente todo o seu território. Trata-se de uma ave de cabeça grande e corpo robusto, frequentemente confundida com uma coruja devido aos seus hábitos noturnos e à coloração semelhante.

## Nomes
No passado, o boca-de-sapo-australiano era por vezes erroneamente chamado de mopoke ou mopawk, nomes que na verdade se referem à coruja-gavião-australiana [en], cuja vocalização é frequentemente confundida com a do boca-de-sapo-australiano.

## Taxonomia
O boca-de-sapo-australiano foi descrito pela primeira vez em 1801 pelo naturalista inglês John Latham. Seu epíteto específico, strigoides, vem do latim strix ("coruja") e oides ("forma"), refletindo sua semelhança com as corujas. A espécie pertence ao gênero Podargus, que inclui outras duas espécies de bocas-de-sapo encontradas na Austrália: o boca-de-sapo-marmoreado e o boca-de-sapo-da-papua. Os bocas-de-sapo formam um grupo bem definido dentro da ordem Caprimulgiformes. Apesar de relacionados às corujas, seus parentes mais próximos são os guácharos, os urutaus e as aves das famílias Aegothelidae e Caprimulgidae. Fósseis do Eoceno indicam que os bocas-de-sapo divergiram de seus parentes mais próximos no início do Terciário. Atualmente, são reconhecidas três subespécies do boca-de-sapo-australiano:
- P. s. phalaenoides, distribuída pelo norte da Austrália até o Grande Deserto Arenoso, a Barkly Tableland e o Golfo de Carpentária em Queensland.[6]

- P. s. brachypterus, encontrada no oeste da Austrália até o Grande Deserto Arenoso, nordeste até o Channel Country em Queensland e sudeste até o Murray Mallee em Victoria.[6]

- P. s. strigoides, presente no leste e sudeste da Austrália, desde o norte de Cooktown até as bordas internas da Cordilheira Australiana, além da Tasmânia.[6]

## Descrição

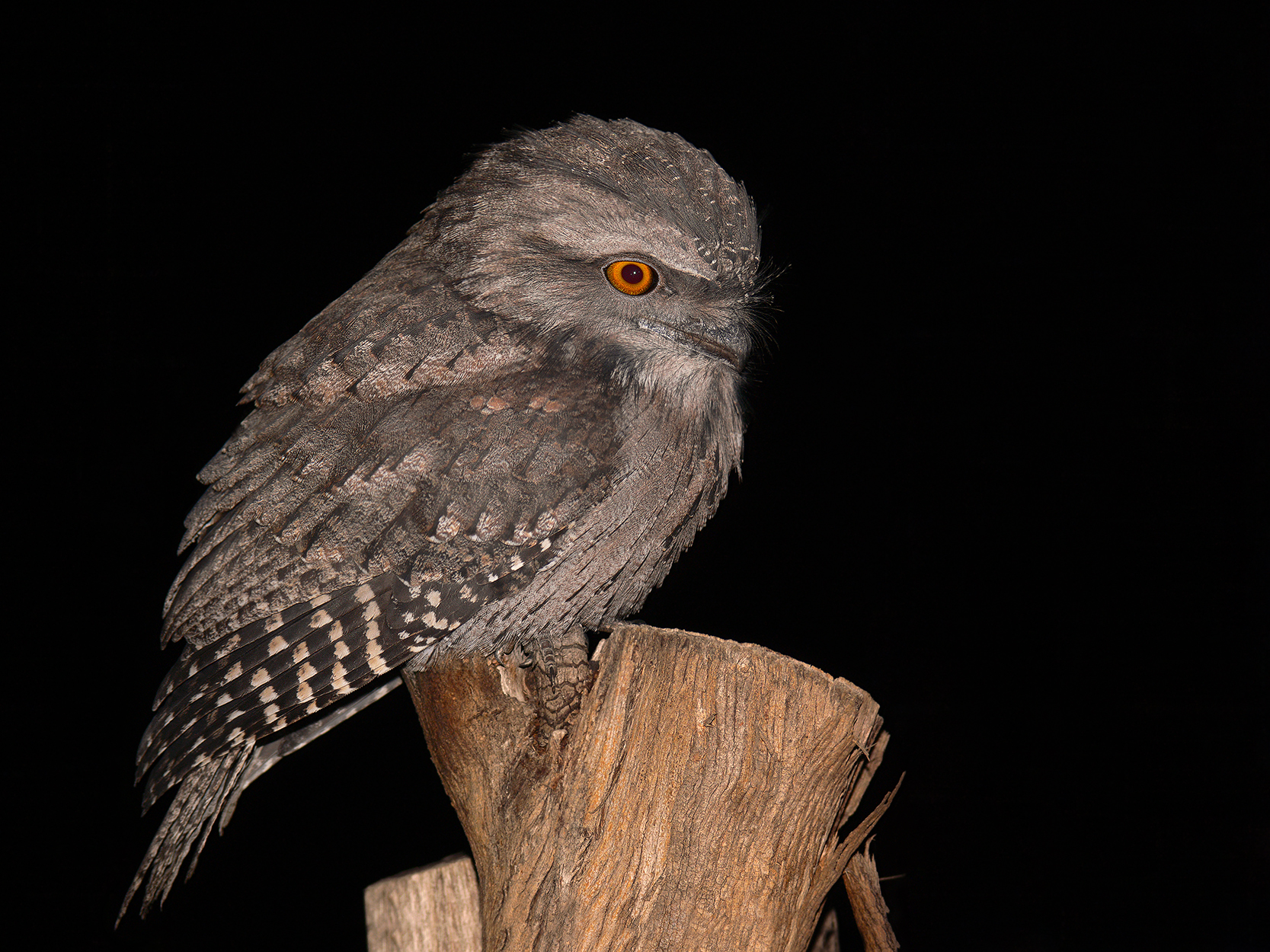
Morfo ruivo

Os bocas-de-sapo-australianos são aves grandes, com cabeças avantajadas, medindo entre 34 e 53 cm de comprimento. Na natureza, já foram registrados pesos de até 680 g (e possivelmente mais em cativeiro), embora esses valores sejam excepcionalmente altos. Na subespécie nominal, 55 machos apresentaram peso médio de 354 g, enquanto 39 fêmeas tiveram média de 297 g, com variação entre 157 e 555 g. Na subespécie P. s. brachypterus, 20 aves de sexo não identificado pesaram em média 278 g, com variação de 185 a 416 g. Já em P. s. phalaenoides, o peso variou entre 205 e 364 g. Assim, em termos de massa corporal média, o boca-de-sapo-australiano é ligeiramente menor que seu parente, o boca-de-sapo-da-papua. A expectativa de vida média na natureza é de até 14 anos, enquanto em cativeiro pode ultrapassar 30 anos. O boca-de-sapo-australiano tem corpo compacto, asas arredondadas e pernas curtas. Seu bico, largo e pesado, varia de cinza-oliva a preto, com ponta em forma de gancho e cerdas distintivas no topo. Seus olhos são grandes e amarelos, característica que compartilha com as corujas, mas não são voltados para a frente como os das corujas.
A espécie apresenta três morfos de cor distintos, sendo o cinza o mais comum em ambos os sexos. Machos do morfo cinza têm partes superiores prateadas com listras pretas e partes inferiores mais claras, com barras brancas e manchas marrons a ruivas. Fêmeas desse morfo tendem a ser mais escuras, com mais manchas ruivas. Fêmeas da subespécie P. s. strigoides podem apresentar um morfo castanho, enquanto as de P. s. phalaenoides têm um morfo ruivo. Casos de leucismo ou albinismo, com plumagem totalmente branca, também foram documentados.

### Camuflagem

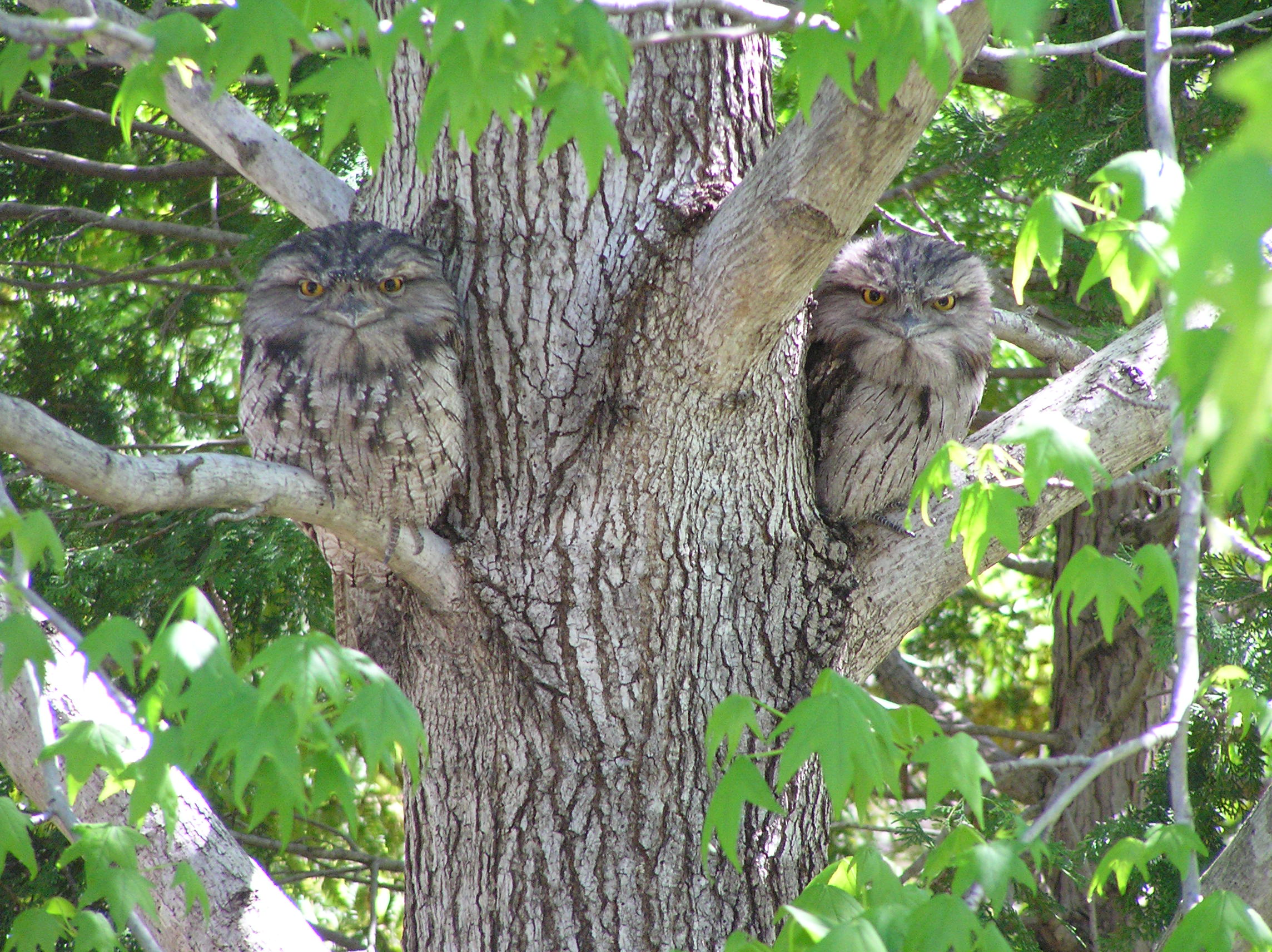
Bocas-de-sapo-australianos camuflados em Sydney, misturando-se à cor e textura da casca da árvore

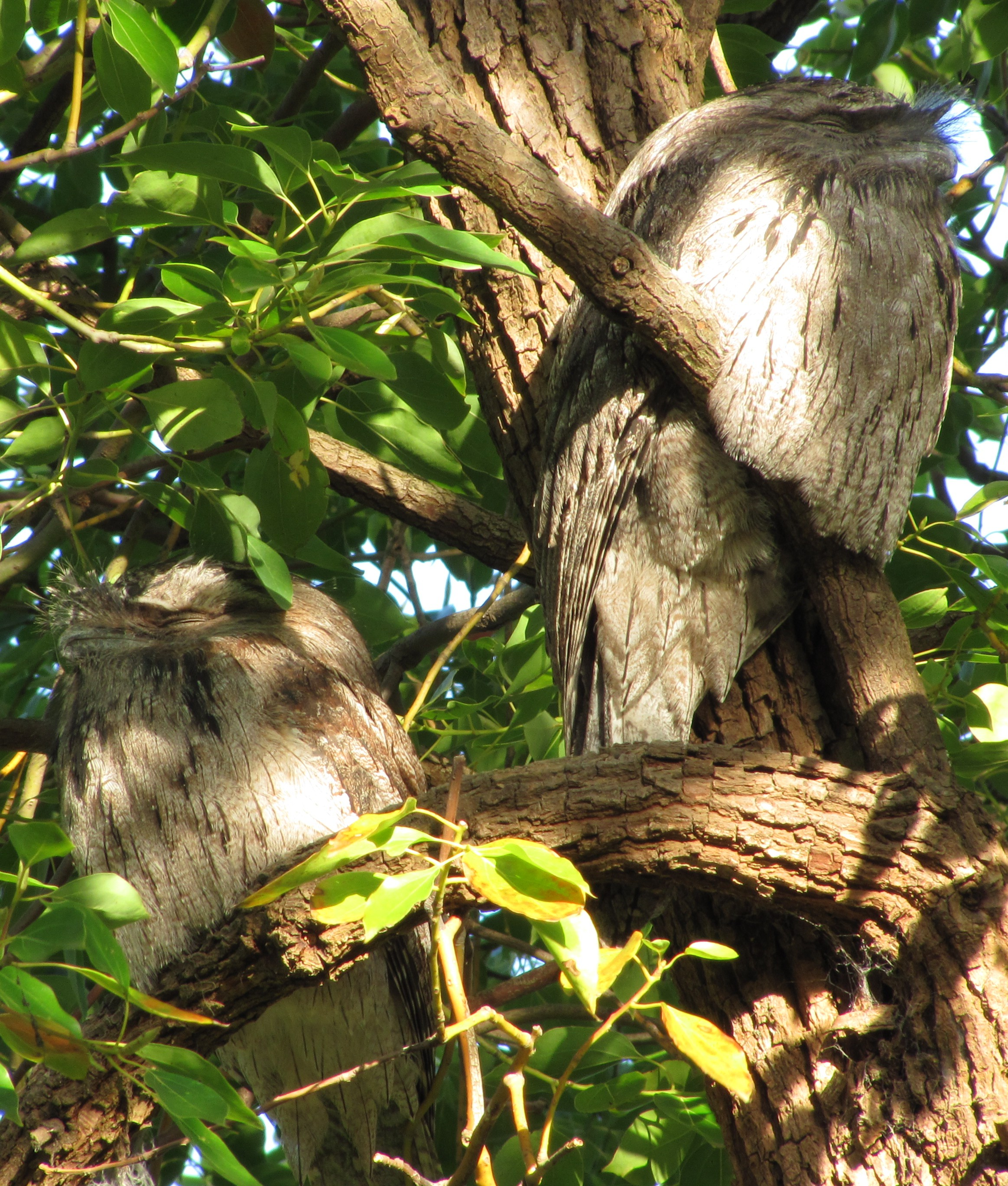
Casal de bocas-de-sapo-australianos camuflados ao sol da tarde, Melbourne

O boca-de-sapo-australiano utiliza sua plumagem críptica e mimetismo para se camuflar. Durante o dia, essas aves se posicionam estrategicamente em galhos baixos, confundindo-se com a própria árvore. Sua plumagem cinza-prateada, decorada com listras e manchas brancas, pretas e marrons, permite que se misturem perfeitamente a galhos quebrados, tornando-se quase invisíveis à luz do dia.
Como adaptação, eles escolhem trechos de galhos que parecem quebrados, empoleirando-se com a cabeça inclinada para cima em um ângulo característico. Essa postura, aliada ao bico largo, reforça sua semelhança com a árvore. Muitas vezes, um casal se posiciona lado a lado, inclinando as cabeças simultaneamente. Só se revelam quando alguém se aproxima muito, voando ou emitindo sinais de alerta.
Diante de ameaças, os adultos emitem um chamado de alarme que instrui os filhotes a ficarem silenciosos e imóveis, preservando sua camuflagem natural. Esse comportamento, combinado à aparência, destaca as estratégias de sobrevivência da espécie.

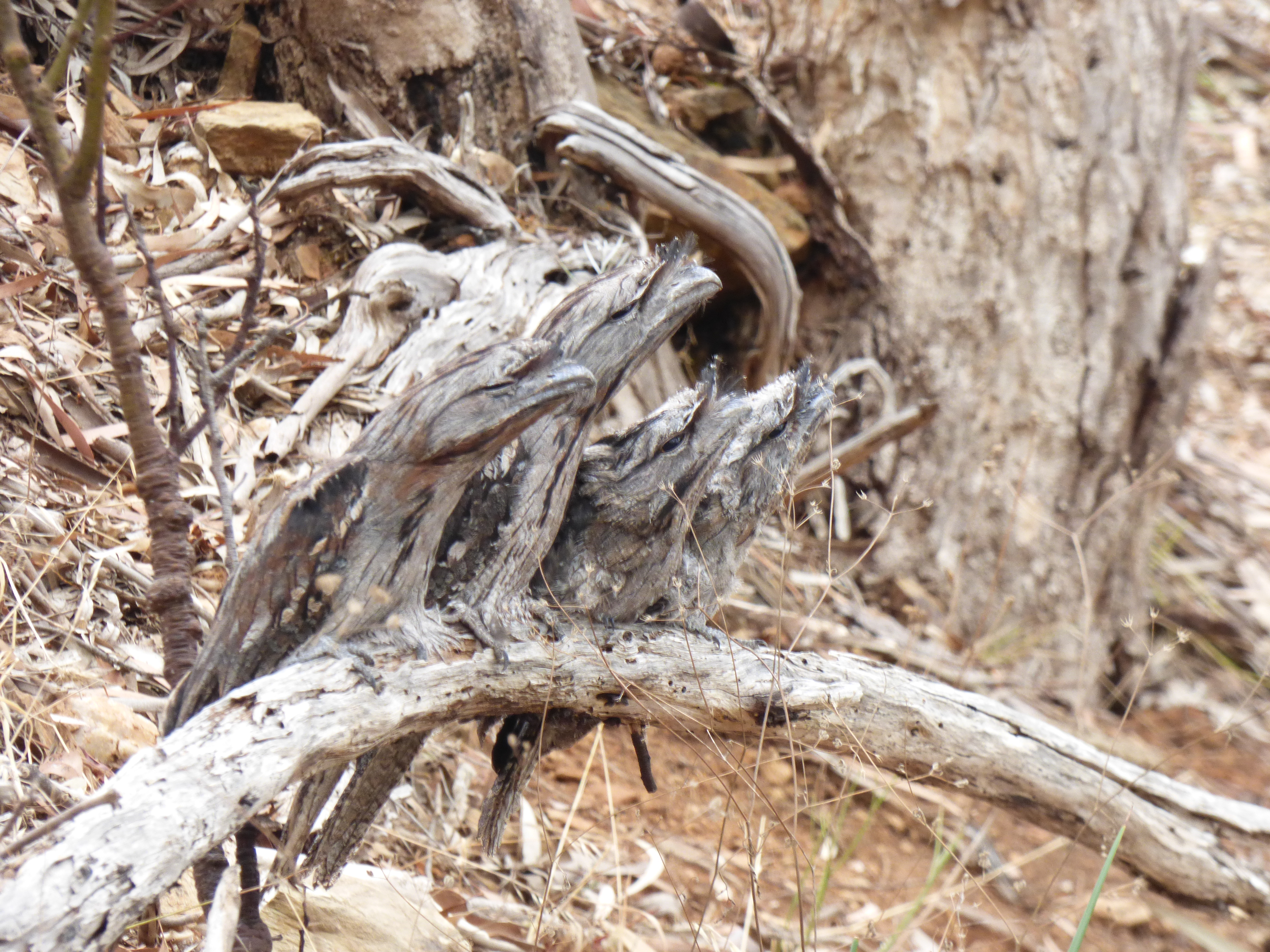
Família de quatro em posição de alarme, imitando galhos quebrados

### Diferenças em relação às corujas
Tanto os bocas-de-sapo-australianos quanto as corujas possuem padrões mosqueados, olhos grandes e pés anisodátilos. No entanto, as corujas são aves de rapina com pernas fortes, garras poderosas e articulações flexíveis nos dedos para capturar presas. Já os bocas-de-sapo-australianos, insetívoros, preferem capturar presas com o bico e têm pés relativamente fracos. Eles descansam em locais abertos, confiando na camuflagem, e constroem ninhos em bifurcações de árvores, enquanto as corujas se escondem em folhagens densas e nidificam em ocos. O bico dos bocas-de-sapo é largo e voltado para a frente, ideal para insetos, enquanto o das corujas é estreito e voltado para baixo, usado para despedaçar presas. Os olhos dos bocas-de-sapo ficam nas laterais da cabeça, diferentemente dos olhos frontais das corujas. Além disso, corujas possuem disco facial total ou parcial e orelhas grandes e assimétricas, características ausentes nos bocas-de-sapo.

## Distribuição e habitat
O boca-de-sapo-australiano está presente em quase todo o continente australiano, exceto no extremo oeste de Queensland, no centro do Território do Norte e na maior parte da Planície de Nullarbor. Na Tasmânia, é comum nas regiões norte e leste.
Pode ser encontrado em diversos tipos de habitat, como florestas, bosques, matagais e charnecas, além de savanas. Contudo, é raro em florestas tropicais densas e desertos sem árvores. É mais numeroso em áreas com muitos eucaliptos fluviais e casuarinas, especialmente ao longo de cursos d’água arborizados. Como parte da fauna urbana noturna, adaptou-se à presença humana, sendo comum em subúrbios residenciais e nidificando em parques e jardins arborizados.

## Comportamento e ecologia

### Dieta e alimentação

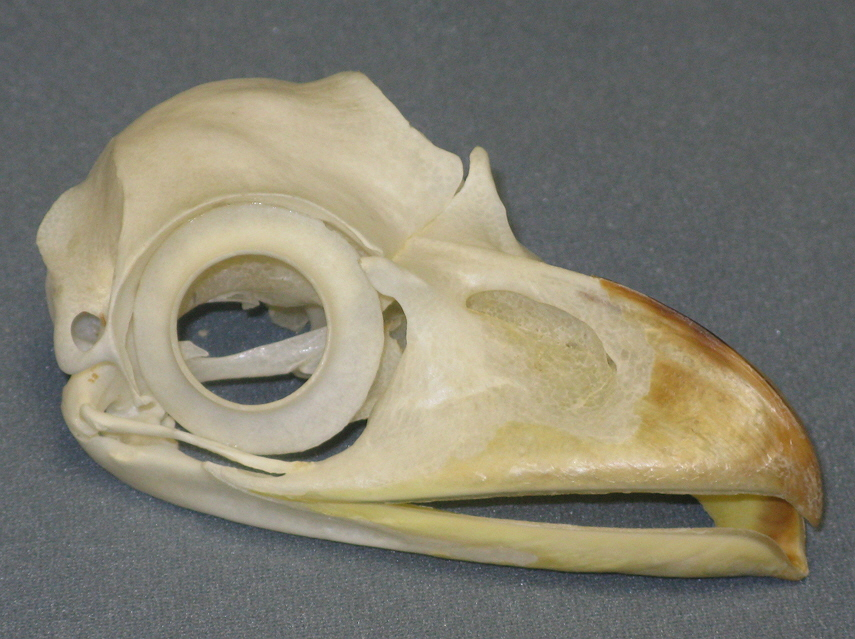
Crânio de boca-de-sapo-australiano

Os bocas-de-sapo-australianos são carnívoros e estão entre as aves mais eficazes no controle de pragas na Austrália, pois sua dieta inclui espécies consideradas animais daninhos ou pragas em residências, fazendas e jardins. Alimentam-se principalmente de insetos noturnos grandes, como mariposas, além de aranhas, minhocas, lesmas e caracóis. Também consomem diversos hemípteros, besouros, vespas, formigas, centopeias, diplópodes e escorpiões. Grandes quantidades de invertebrados são ingeridas para suprir sua biomassa. Pequenos mamíferos, répteis, sapos e outras aves também fazem parte da dieta.
Durante o dia, os bocas-de-sapo-australianos saudáveis geralmente não caçam ativamente, mas podem ficar com o bico aberto, fechando-o rapidamente quando um inseto entra. Ao anoitecer, começam a buscar alimento. Capturam presas saltando de árvores ou poleiros elevados, apanhando insetos ou pequenos vertebrados no chão com precisão. Presas menores, como mariposas, podem ser pegas em voo. Os voos de forrageamento consistem em voos curtos e rápidos até folhagens, galhos ou diretamente no ar.
Os bocas-de-sapo-australianos não consomem imediatamente presas capturadas no chão ou em voo, a menos que sejam muito pequenas. A presa capturada é segurada na ponta do bico e levada a um galho próximo, onde é processada. Insetos são geralmente triturados na borda do bico antes de serem engolidos, enquanto presas maiores, como lagartos ou ratos, são mortas ao serem golpeadas fortemente contra um galho.

### Vínculo e reprodução
Os bocas-de-sapo-australianos formam parcerias para a vida toda e, uma vez estabelecidas, os casais geralmente permanecem no mesmo território por uma década ou mais. O contato físico é essencial para fortalecer esse vínculo duradouro. Durante a época de reprodução, os pares descansam bem próximos em um mesmo galho, muitas vezes com os corpos encostados. O macho realiza a limpeza da plumagem da fêmea, penteando-a suavemente com o bico em sessões que podem durar mais de 10 minutos.
A temporada de reprodução ocorre entre agosto e dezembro, embora em áreas áridas os indivíduos possam se reproduzir em resposta a chuvas intensas. Ambos os sexos participam da construção do ninho, coletando galhos e folhas que são depositados no lugar escolhido. Os ninhos, geralmente situados em bifurcações horizontais de árvores, podem atingir até 30 cm de diâmetro. São feitos de gravetos soltos, com serrapilheira e hastes de grama para suavizar o centro, mas são frágeis e podem se desfazer facilmente.

A ninhada varia de um a três ovos. Machos e fêmeas dividem a incubação dos ovos à noite, enquanto durante o dia os machos assumem essa tarefa. Durante o período de incubação, o ninho raramente fica desprotegido: um dos parceiros descansa em um galho próximo e providencia comida para o que está chocando. Após o nascimento, ambos os pais colaboram na alimentação dos filhotes. O período de emplumação dura entre 25 e 35 dias, durante os quais os filhotes atingem metade de sua massa adulta.

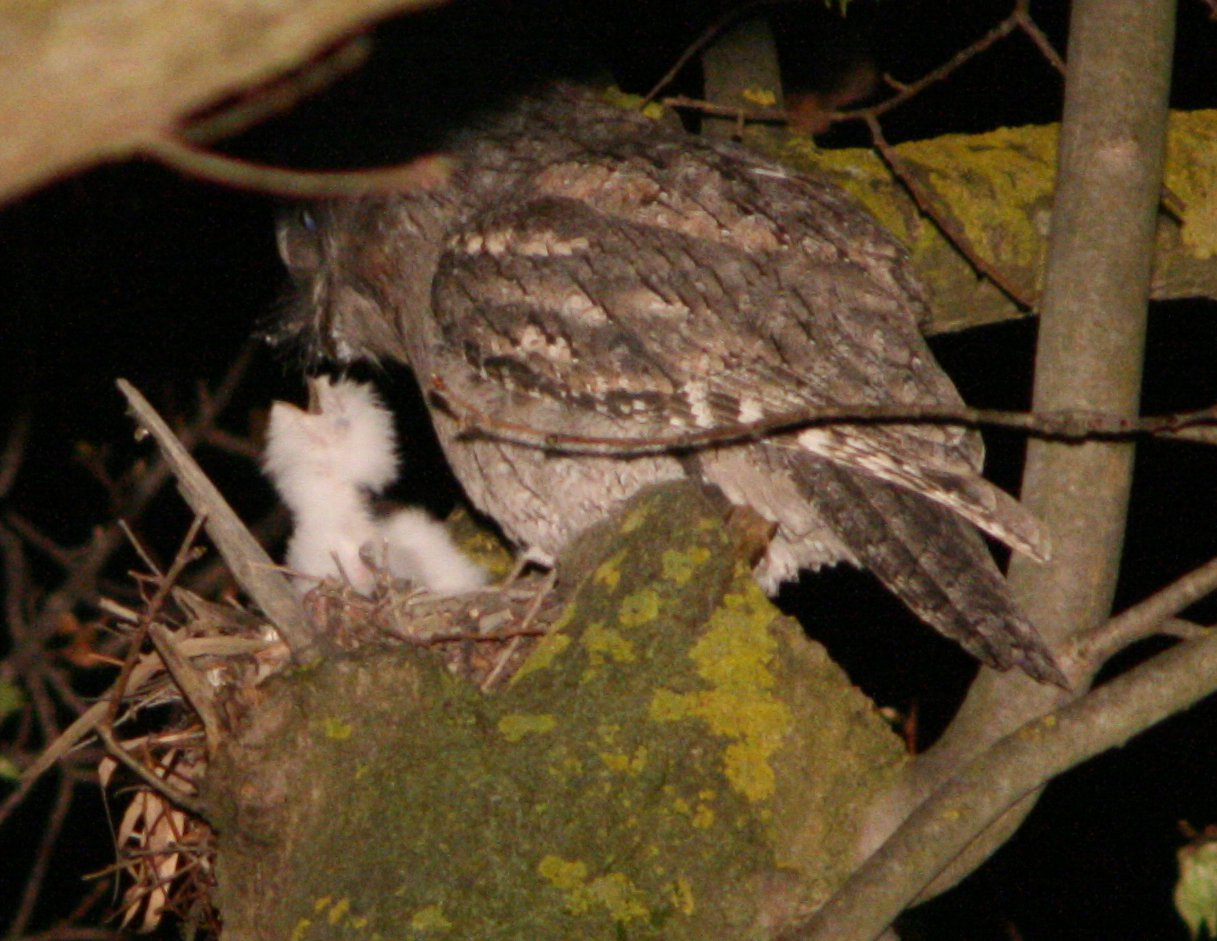
Filhotes cinco dias após a eclosão, Melbourne
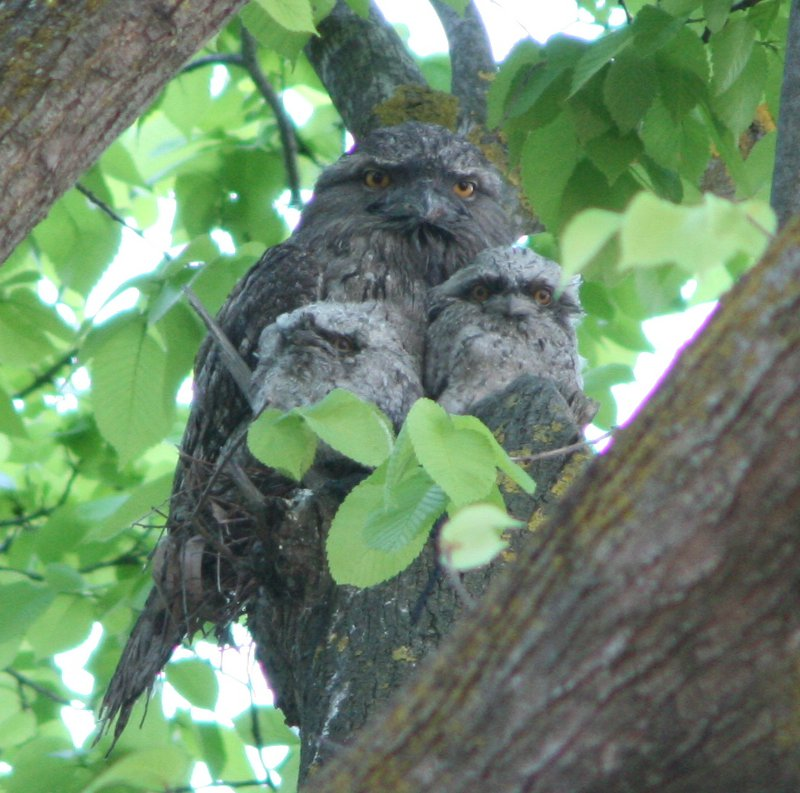
Boca-de-sapo-australiano com dois filhotes de 32 dias, Melbourne
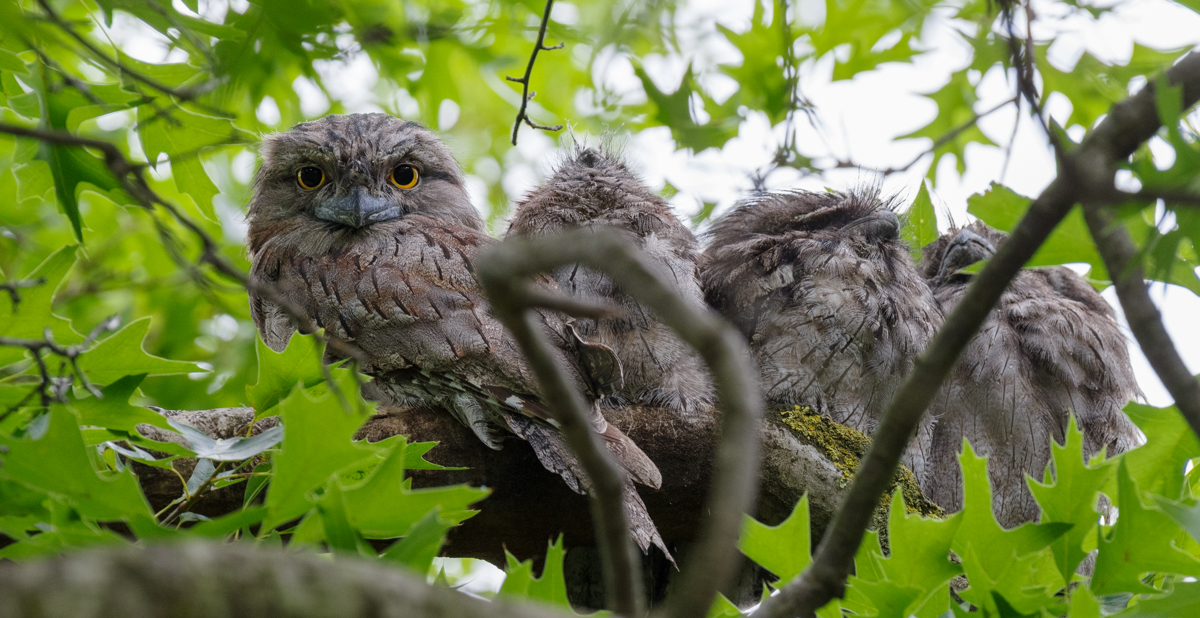
Par de bocas-de-sapo-australianos com dois filhotes maduros, final de dezembro, Melbourne

### Vocalizações
Os bocas-de-sapo-australianos possuem uma ampla gama de vocalizações que transmitem informações sobre sexo, território, alimento ou predadores. Geralmente, utilizam sons de baixa amplitude e baixa frequência para se comunicar, embora alguns gritos de alerta possam ser ouvidos a quilômetros de distância. Filhotes emitem chamados únicos para expressar desconforto, fome ou medo. Juvenis mantêm essa variedade enquanto desenvolvem um chamado alto para pedir comida. Filhotes, juvenis e adultos usam um chamado de irritação de baixa amplitude direcionado a membros da família. Quando perturbados durante o descanso, podem emitir um zumbido suave de alerta, semelhante ao de uma abelha, e, sob ameaça, produzem um silvo alto e estalidos com o bico.
À noite, emitem um grunhido profundo e contínuo, "oom-oom-oom", com cerca de oito chamadas em 5 segundos. Esses grunhidos são repetidos várias vezes ao longo da noite. Também produzem um chamado suave e sussurrado, "whoo-whoo-whoo", de menor intensidade, mas na mesma frequência. Antes e durante a temporada de reprodução, machos e fêmeas realizam duetos com sequências de chamados alternados ou simultâneos. Durante esse período, também emitem sons de tamborilar característicos.

### Termorregulação

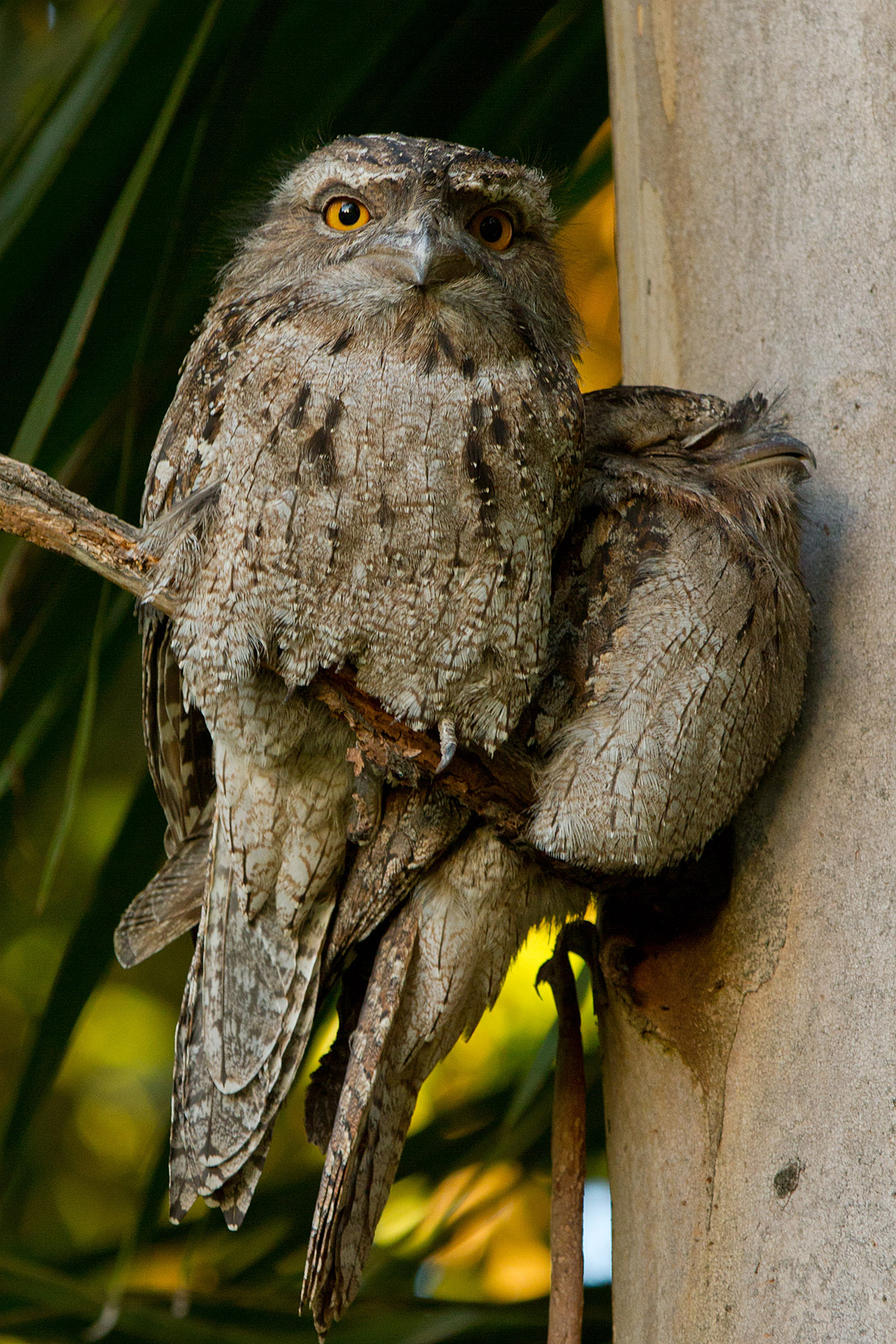
Casal de bocas-de-sapo-australianos nos Jardins Botânicos de Brisbane

A ampla distribuição do boca-de-sapo-australiano abrange áreas da Austrália onde as temperaturas noturnas no inverno podem se aproximar ou cair abaixo de 0 °C, enquanto os verões quentes podem ultrapassar 40 °C. Essas variações extremas representam um desafio termorregulatório para uma ave que passa o dia inteiro exposta em poleiros abertos.
No inverno e no verão, observa-se diferenças significativas na orientação dos bocas-de-sapo-australianos nos galhos. No verão, quando a luz solar é mais intensa, eles escolhem posições que evitam exposição contínua ao sol. Testes fisiológicos mostram que podem triplicar a taxa de respiração sem abrir o bico. Porém, quando a temperatura corporal sobe de 4 a 5 °C, começam a ofegar. Sob estresse térmico maior, dilatam os vasos sanguíneos da boca para aumentar o fluxo de sangue na região bucal e produzem um muco que resfria o ar inalado, ajudando a reduzir a temperatura corporal.
No inverno, escolhem posições voltadas para o norte em galhos mais expostos ao sol para aumentar o calor corporal. Descansar em pares e se aconchegar para compartilhar calor também é comum nesse período. Durante o dia, às vezes se empoleiram no chão para tomar sol, permanecendo imóveis por até 5 minutos, com o bico aberto, olhos fechados e a cabeça inclinada para permitir que os raios solares penetrem sob as penas espessas.

### Torpor
No inverno, a oferta de alimento diminui drasticamente, e as reservas de gordura pré-inverno fornecem energia limitada. Os bocas-de-sapo-australianos não conseguem sobreviver aos meses de inverno sem entrar em torpor por boa parte do dia e da noite. O torpor conserva energia ao reduzir significativamente a frequência cardíaca e o metabolismo, abaixando a temperatura corporal. Diferente da hibernação, o torpor dura apenas algumas horas. O torpor superficial ocorre diariamente no inverno por várias horas, enquanto os episódios ao amanhecer são mais curtos, com redução de temperatura de 0,5 a 1,5 °C. À noite, o torpor pode durar várias horas e reduzir a temperatura em até 10 °C.

## Conservação e ameaças

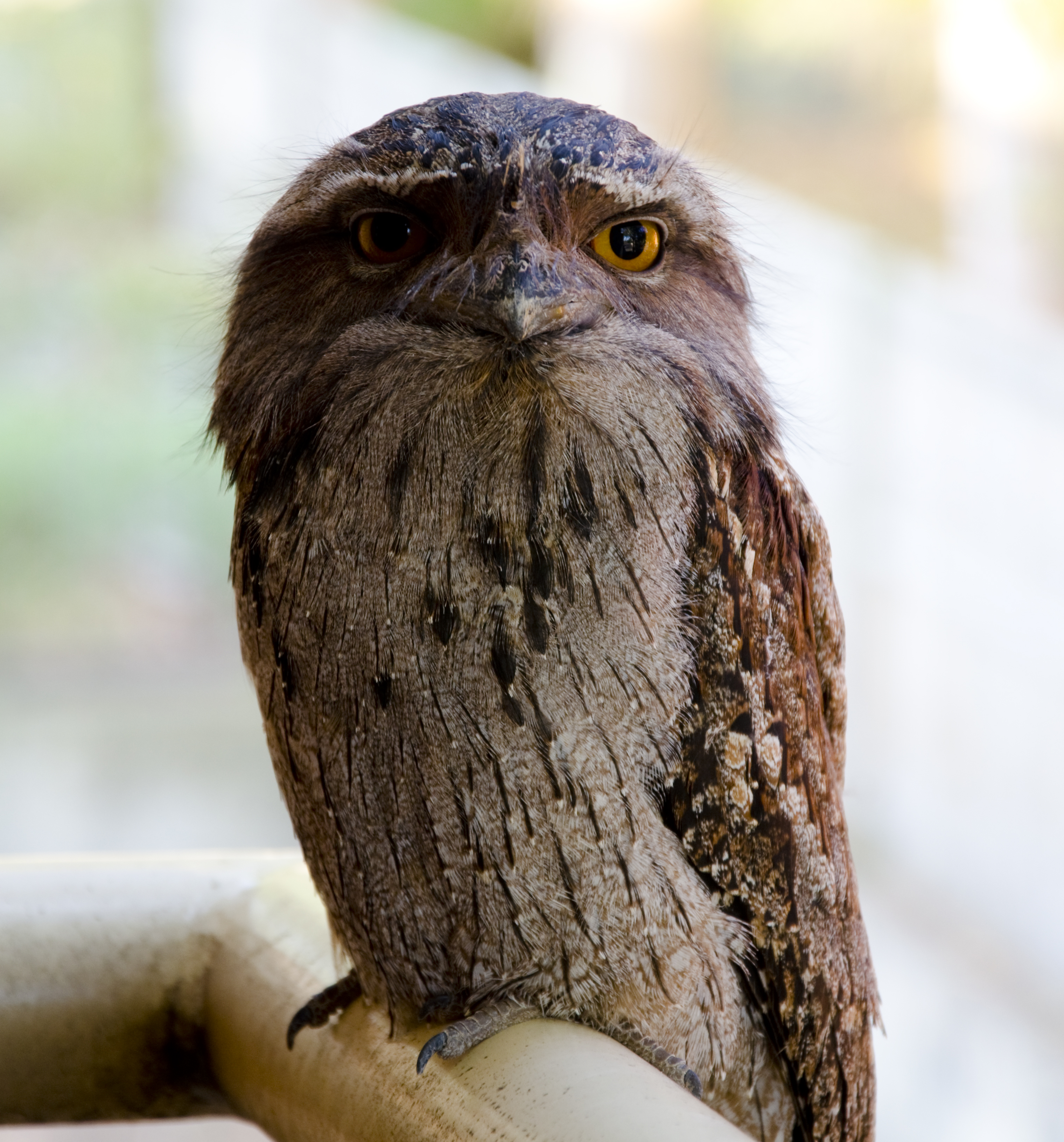
Empoleirado em uma varanda em Sydney, Austrália

O estado de conservação do boca-de-sapo-australiano é classificado como "pouco preocupante" devido à sua ampla distribuição. No entanto, diversas ameaças afetam a saúde da população. Predadores como aves e mamíferos carnívoros frequentemente atacam a espécie. Aves nativas, como Corvus coronoides e aves do gênero Strepera, podem roubar os ovos ricos em proteínas para alimentar seus próprios filhotes. Aves de rapina, como falcões, além de roedores e serpentes arborícolas, também causam danos significativos às ninhadas ao levar ovos e filhotes. Em áreas subtropicais com alimento disponível o ano todo, os bocas-de-sapo-australianos podem iniciar a reprodução mais cedo no inverno para evitar o despertar das serpentes após a brumação. Desde 1998, casos de doenças neurológicas causadas pelo parasita Angiostrongylus cantonensis, um verme pulmonar de ratos, têm sido registrados em Sydney.

### Impacto humano
Os bocas-de-sapo-australianos enfrentam ameaças decorrentes de atividades humanas e animais domésticos. São frequentemente mortos ou feridos em estradas rurais ao caçar, voando na frente de carros ao perseguir insetos iluminados pelos faróis. A derrubada em larga escala de eucaliptos e os intensos incêndios florestais representam sérios riscos, pois a espécie tende a não migrar para outras áreas quando seu habitat é destruído. Gatos domésticos são os predadores introduzidos mais significativos, mas cães e raposas também ocasionalmente matam essas aves. Ao saltar para capturar presas no chão, os bocas-de-sapo-australianos demoram a voltar ao voo, ficando vulneráveis a ataques.
Por viverem próximos a populações humanas, estão expostos a pesticidas. O uso contínuo de inseticidas e venenos para roedores é perigoso, pois essas substâncias permanecem no organismo das presas e podem ser fatais ao boca-de-sapo que as consome. O efeito desses tóxicos é muitas vezes indireto: acumulam-se no tecido adiposo sem sinais evidentes de doença até o inverno, quando as reservas de gordura são usadas e o veneno entra na corrente sanguínea.